# August Meyerhuber
August Meyerhuber (* 23. April 1879 in Karlsruhe; † 18. Februar 1963 ebenda) war ein deutscher Bildhauer und Steinmetz.

## Leben und Wirken
August Meyerhuber entstammte der bekannten Steinbildhauerfamilie Meyerhuber und wurde in der Werkstatt des Vaters ausgebildet. Zwischen den Jahren 1895 und 1899 besuchte er die Kunstgewerbeschule Karlsruhe (heute Staatliche Akademie der Bildenden Künste Karlsruhe). Bis 1912 war er Schüler des französischen Bildhauers Auguste Dujardin in Metz. August Meyerhuber wirke vor allem in seiner Heimatstadt Karlsruhe, in der sich heute noch etliche seiner von ihm gestalteten Werke befinden. Sein bekanntestes Werk ist der Indianerbrunnen im Karlsruher Stadtteil Südstadt.

## Werke
- Kriegerdenkmal Wolfach, 1912
- Ferdinand-Keller-Brunnen Bruchsal, 1912
- Wettbewerbsentwurf Fliegeropferdenkmal Karlsruhe, 1920
- Brunnen in der Wolffanlage, 1923/’24 (1965 beseitigt)
- Indianerbrunnen in der Südstadt (gemeinsam mit Friedrich Beichel), 1924–’27
- Kriegerdenkmal Grünwinkel, 1930–’32[1]
- Grabmal Familie Meyerhuber auf dem Hauptfriedhof Karlsruhe
- Brunnen auf dem Hauptfriedhof, 1953
- Asklepios Schwarzwaldhalle Karlsruhe, 1953
- Denkmal für Deutsche und ausländische Fliegeropfer 1939/45 auf dem Hauptfriedhof